# أحمد الحفناوي (موسيقار)
أحمد الحفناوي (14 يونيو 1916 - 5 أغسطس 1990)، هو عازف كمان مصري، عزف الكمان منذ ثلاثينيات القرن العشرين وعمل في أشهر الفرق الموسيقية منها فرقة أم كلثوم ومحمد عبد الوهاب وعبد الحليم حافظ وطلال مداح وكون فرقة باسم (خماسى الحفناوى).

## الموهبة الفريدة
تعلم احمد الحفناوي الكمان من الأرض المصرية والريف المصري وكان عصاميا ذا موهبة عالية وحصل على شهرة لا يضاهيها أحد من الموسيقيين لا قبله ولا بعد حيث سمي أي عازف كمان بالحفناوي.
له شخصية فريدة وطريقته الخاصة في العزف على الكمان لا يستطيع أحد بتقليدها أو مجاراة الإحساس معه كما كان يتمتع بجميع مقومات الصولو. ومن أشهر صولوهاته صولو في قصيدة رسالة من تحت الماء مع العندليب الاسمر عبد الحليم حافظ وقد عمل مع فرقة الغناء العربي في مصر مع الفنان محمود عادل البرنس.
رافق أعمال جميع الكبار من عباقرة الموسيقى والغناء طوال القرن العشرين بعد رحيل سيد درويش. ومع أنه لم يكن الأقوى بين زملائه في تقنيات العزف على هذه الآلة، إلا أنه كان يتفوق عليهم بعمق إحساسه في أداء المقامات العربية، بإحساس لم يكن يجاريه فيه أحد، مما دفع أم كلثوم، منذ أن كوّنت فرقتها الموسيقية الثابتة في حفلاتها الشهرية التي بدأت تذاع مباشرة من إذاعة القاهرة في عام 1937 إلى وضع أحمد الحفناوي في صدارة كتيبة آلات الكمان التي كانت تشكل العمود الفقري في فرقة أم كلثوم

## السيرة
ولد أحمد الحفناوي بمدينة القاهرة في 14 يونيو عام 1916.
وكان والده صانعا للآلات الموسيقية، فكان يذهب إلى دكان والده بعد انتهاء يومه الدراسي، وهناك كان يتقابل مع كبار الموسيقيين أمثال: محمد القصبجي وإبراهيم القباني وفهمي عوض.
ولما لاحظ والده انبهاره بما يراه من أداء كبار العازفين المصريين الذين يحضرون عنده، سأله إن كان يريد أن يتعلم الموسيقى، فأجابه بالإيجاب، فطلب منه أن يحدد الآلة الموسيقية التي يريد أن يتعلمها، فاختار أحمد الحفناوي آلة الكمان، فأحضر له والده مدرسا قام بتعليمه المبادئ العامة للموسيقي وعزف الدواليب والسماعيات وغيرها من قوالب الموسيقى الآلية في الموسيقى العربية. ولما أظهر أحمد الحفناوي تقدما ملحوظا في دراساته الموسيقية، اقترح الفنان الكبير محمد القصبجي علي الوالد أن يوجه أبنه التوجيه السليم، فألحقه والده بمعهد الاتحاد الموسيقي الخاص الذي كان قد أنشاه الفنان إبراهيم شفيق في حي عابدين بالقاهرة، وهناك قضي أحمد حفناوي بعض الوقت، ولكنه وجد أن ذلك المستوى من الدراسة لم يكن يشبع طموحه الفني. فالتحق بمعهد فؤاد للموسيقى العربية – والذي أصبح فيما بعد معهد الموسيقى العربية - عام 1932، وهناك درس العزف على آلة الكمان على يد الأستاذ (داجوليو) ثم على الأستاذ (أرمنياك) الذي كان أستاذاً لكل من أنور منسي وعطية شرارة ومحمد حجاج.
وقد لقي الحفناوي اهتماما خاصا من أستاذه الذي تولي تعليمه حتى تخرج في المعهد عام 1936. وهي الدفعة التي ضمت كلا من عبد الحليم نويرة وفريد الأطرش. وبعد التخرج عمل أحمد الحفناوي مع المطربة (نادرة) التي كان يلحن لها الفنان الكبير محمد القصبجي واقترح عليها أن تضم الحفناوي إلى فرقتها حيث استمر معها فترة من الوقت، كما عمل مع كل من (فتحية أحمد) و(رتيبة أحمد). وعندما شرعت كوكب الشرق أم كلثوم في العمل في فيلم (وداد) كانت فرقتها تضم حوالي ستة عازفين فقط، ولم يكن ذلك العدد يكفى لعزف موسيقى الفيلم، فضمت إلى فرقتها  أحمد الحفناوي وأثنين آخرين من زملائه، حيث سجلوا كل ألحان فيلم (وداد) ولما شعرت أم كلثوم بالفرق في مستوى الفرقة، طلبت من الحفناوي وزميليه الاستمرار في الفرقة، وبالفعل بقوا معها وسافروا لمصاحبتها في كل جولاتها بأقاليم مصر المختلفة، ومنذ ذلك الوقت استمر الحفناوي يعمل مع أم كلثوم حتى رحيلها. 
وفي نفس الوقت كان أحمد الحفناوي أيضا مع الموسيقار محمد عبد الوهاب، وكذلك فقد عمل مع كبار الفنانين تقريبا ونذكر منهم: فريد الأطرش ومحمد فوزي وأسمهان وطلال مداح وغيرهم. والجدير بالذكر أن أحمد الحفناوي قد لعب دوراً أساسيا في اللقاء الفني الأول الذي تم بين كوكب الشرق أم كلثوم والفنان الكبير محمد عبد الوهاب، فقد كان  يعمل مع كليهما، ويتمنى أن يتم بينهما لقاء فني. فتحدث في ذلك مع أم كلثوم، فوجد منها موافقة كما وجد ترحيبا من عبد الوهاب، بل وأكثر من ذلك فإن الموسيقار عبد الوهاب كان قد أتم بالفعل لحن أغنية (أنت عمري) ليغنيها هو، فقال لأحمد الحفناوي إن اللحن جاهز ويمكن لأم كلثوم أن تغنيه.
فقام الحفناوي بإبلاغ أم كلثوم بذلك، فاشترطت لكي توافق ألا يعلم أحد شيئا عن هذا الموضوع خاصة الصحفيون إلا بعد أن يتم تسجيل الأغنية. وكان لها ما أرادت، وبدأت التدريبات في بيت الفنان عبد الوهاب، واستمرت لمدة ثلاثة أشهر ثم سجلت الأغنية لشركة صوت القاهرة، وبعدها أذيع الخبر على الناس.  
  وكذلك فأن الفنان أحمد الحفناوي ميال لتشجيع الفنانين الشبان الموهوبين، وهذا ما دعاه إلى أن يكلم أم كلثوم عن الفنان بليغ حمدي –
الذي كان قد لحن للعديد من المطربين والمطربات ألحانا ناجحة-اقترح عليها أن تغني من ألحانه.
وبالفعل تم اللقاء الأول بينهما عام 1960 في أغنية (حُب إيه). وفي عام 1963 كوَن أحمد الحفناوي فرقة بقيادته كانت تابعة لإدارة التوجيه المعنوي بالقوات المسلحة، وقد استمرت تلك الفرقة حتى تم حلها بعد حرب يونيو 1967.
وكذلك فقد عمل أحمد الحفناوي عازفا للكمان في فرقة الإذاعة المصرية تحت قيادة كل من عبد الحليم نويرة وإبراهيم حجاج، ثم عمل كعازف أول في فرقة الماسية تحت قيادة أحمد فؤاد حسن.
  وقد عمل أحمد الحفناوي في عدد من الدول العربية الشقيقة، حيث عمل في الإذاعة الليبية في طرابلس، كما عمل في كل من المملكة العربية السعودية مع صوت الأرض الموسيقار طلال مداح ودولة قطر.
وقد تأثر بأسلوبه في العزف عدد من عازفي الكمان الشبان الموهوبين. ويحتفظ كل من الإذاعة والتليفزيون في مصر وبعض البلاد العربية بتسجيلات قيمة للتقاسيم الحرة والموزونة من أداء أحمد الحفناوي.
وأخيرا فقد كتب الحفناوي عددا من المقطوعات الموسيقية نذكر منها: أم كلثوم- عيون حبيبي – نغم من الجزائر- نور الشرق- أحلام أمير- خواطر- دعاء- من القلب.

## وفاته
في عام 1990 رحل عن هذه الدنيا في أغسطس/آب العازف آلة الكمان العربية أحمد الحفناوي.

## نموذج من عزفه
| - صولو الكمان من رسالة من تحت الماء على يوتيوب 1. |